# خالد یوسف
خالد یوسف (زادهٔ ۲۸ سپتامبر ۱۹۶۴) کارگردان فیلم و سیاست‌مدار اهل مصر است. وی از نوامبر ۲۰۱۵ نماینده مجلس مصر است.